# Jason Ajemian
Jason Ajemian (Calf Mountain, Virginia, 5 augustus 1976) is een Amerikaanse jazzmuzikant, hij speelt contrabas en electronica.

## Biografie
Ajemian werkt vanaf het begin van de 21ste eeuw in de jazzscene van Chicago, o.a. met Marc Ribot, Matana Roberts, Ken Vandermark, Matt Bauder, Tim Daisy, Bill Dixon, Bill McKay, Dave Rempis en Rob Mazurek, waarmee hij in het Chicago Underground Trio speelt. Verder was hij lid van Exploding Star Orchestra. In 2004 verscheen zijn debuutalbum Who Cares How Long You Sink, in 2008 gevolgd door The Art of Dying (Delmark Records, o.a. met Jason Adasiewicz). Daarna verschenen Protest Heaven (2010, 482 Music) en Daydream Full Lifestyles, o.a. met Tony Malaby, Jeff Parker en Chad Taylor. In de jazz speelde hij tussen 2002 en 2010 mee op 16 opnamesessies.

## Discografie (selectie)
- A Way A Land Of Life (NoBusiness Records, 2014), met Tony Malaby, Rob Mazurek, Chad Taylor
- Folklords (Delmark, 2014)